# Ibrahim Abdel Hadi Pasha
Ibrahim Abdel Hadi Pasha, född 1896, död 1981 var Egyptens premiärminister mellan den 28 december 1948 och den 26 juli 1949.
Han utsågs till premiärminister i december 1948, efter att hans företrädare, Mahmoud an-Nuqrashi Pasha, hade mördats. Under hans korta ämbetsperiod slöt Egypten vapenvila med Israel. Kung Farouk avsatte honom i juli 1949, för att försöka bredda regeringen och få bukt med civil oro i landet.
När Farouk störtades 1952 greps Abdel Hadi, och dömdes till döden för korruption, terrorism och förräderi. Straffet omvandlades dock till livstids fängelse av revolutionärerna, ledda av Gamal Abdel Nasser, och efter några år frigavs han helt på grund av hälsoproblem. Han avled i februari 1981.